# Petalocephala tenuifrons
Petalocephala tenuifrons är en insektsart som beskrevs av Walker 1857. Petalocephala tenuifrons ingår i släktet Petalocephala och familjen dvärgstritar. Inga underarter finns listade i Catalogue of Life.